# 木造女坐像（埃及新王朝）
木造女坐像（埃及新王朝）（もくぞうおんなざぞう（エジプトしんおうちょう））は、公益財団法人大原美術館が所有する、古代エジプトで制作された女性形の木彫り坐像である。
彫像のモデルと推定されるエジプト神話の神の名から『女神イシスまたはネフティス像』とも呼ばれる。重要美術品等認定物件。

## 特徴

本像と同様のモチーフの神像
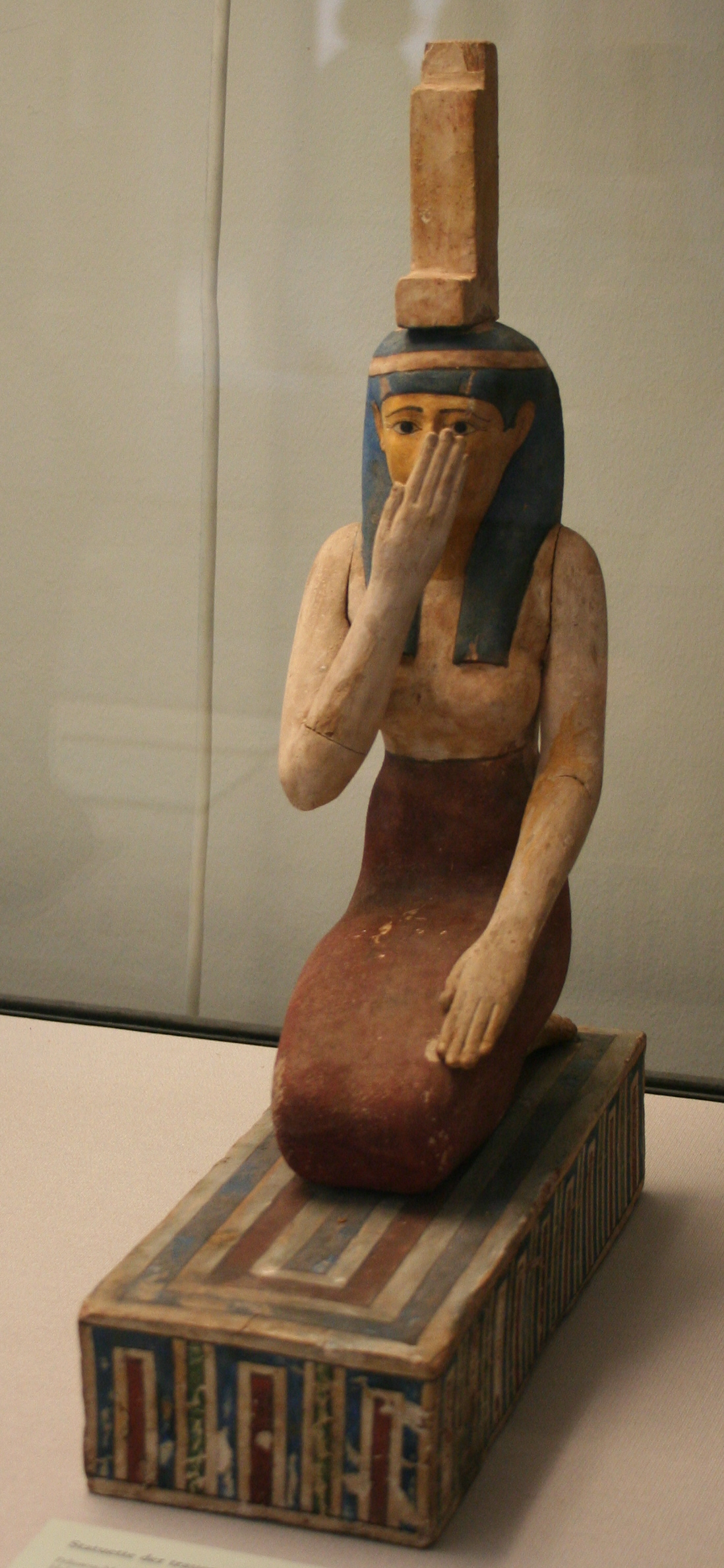
女神イシス。レーマー及びペリツェウス美術館 (Roemer und Pelizaeus Museum) 所蔵（ドイツ連邦共和国ニーダーザクセン州ヒルデスハイム）
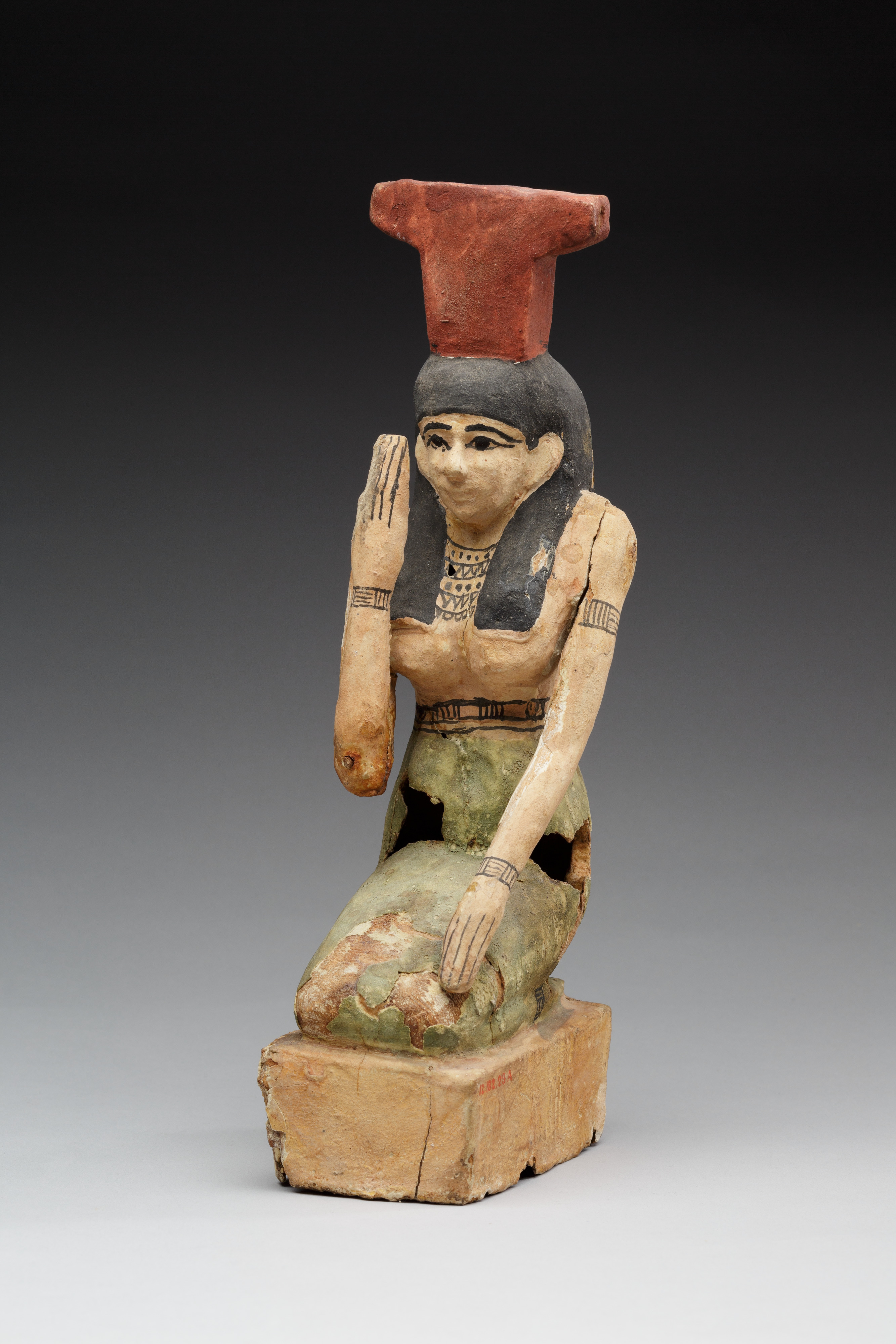
女神ネフティス。メトロポリタン美術館 (The Metropolitan Museum of Art) 所蔵（アメリカ合衆国ニューヨーク州ニューヨーク）

縦22.0センチメートル、横8.5センチメートル、高さ34.5センチメートル。台座と思われる物の上に人形の像が正座をした形状である。人物は、お腹の括れ、胸の形状などから女性であることが窺える。左手は手の平を上腿の上に置き、右手は上腕を垂らし肘を曲げ前腕を指先が鼻の高さになるように地面と垂直に伸ばした形状である。人体と台座、股の両脚、上下腿が接する部分は、分離せずそれぞれ溝を掘る程度で表現されている。髪はロングで前後に垂れ下げ、前方の髪は左右の乳房周辺を覆っている。前髪は眉上の額の当たりで横一文字に毛先が整えられたボブカットとなり、左右の髪は耳が露出するよう整えられている。材質は木、金などによって全体に彩色が施されていたが、現在は疎らである。頭頂部分は欠損している。
本像の作者は不明だが、プトレマイオス朝期のエジプトで制作されたと推定される。プトレマイオス朝はアレクサンドロス3世のエジプト征服後に同地にできたヘレニズム国家であり、この時代に制作されたものには、ギリシア美術の特徴が在地の芸術に溶け込んでいるものがある。本像も、女性頭部の肉付きや、どことなく沈んだ表情にその影響が垣間見られる。右手を挙げ顔の半分を隠す仕草は、泣いていることを表し、即ち悲しみの感情を表現しているとされる。
本像はその形状からエジプト神話の神がかたどられていると推定されている。男神オシリスの配偶者である女神イシスか、イシスの妹である女神ネフティスのいずれかであると推定されるが、それぞれの特徴である頭頂部の形状が明らかではないため、断定することはできない。仮に、イシスの場合は頭上に玉座又は日輪・牛角がかたどられる形状、ネフティスの場合は頭上にヒエログリフがかたどられる形状となる。

## 伝来

本像の所有者
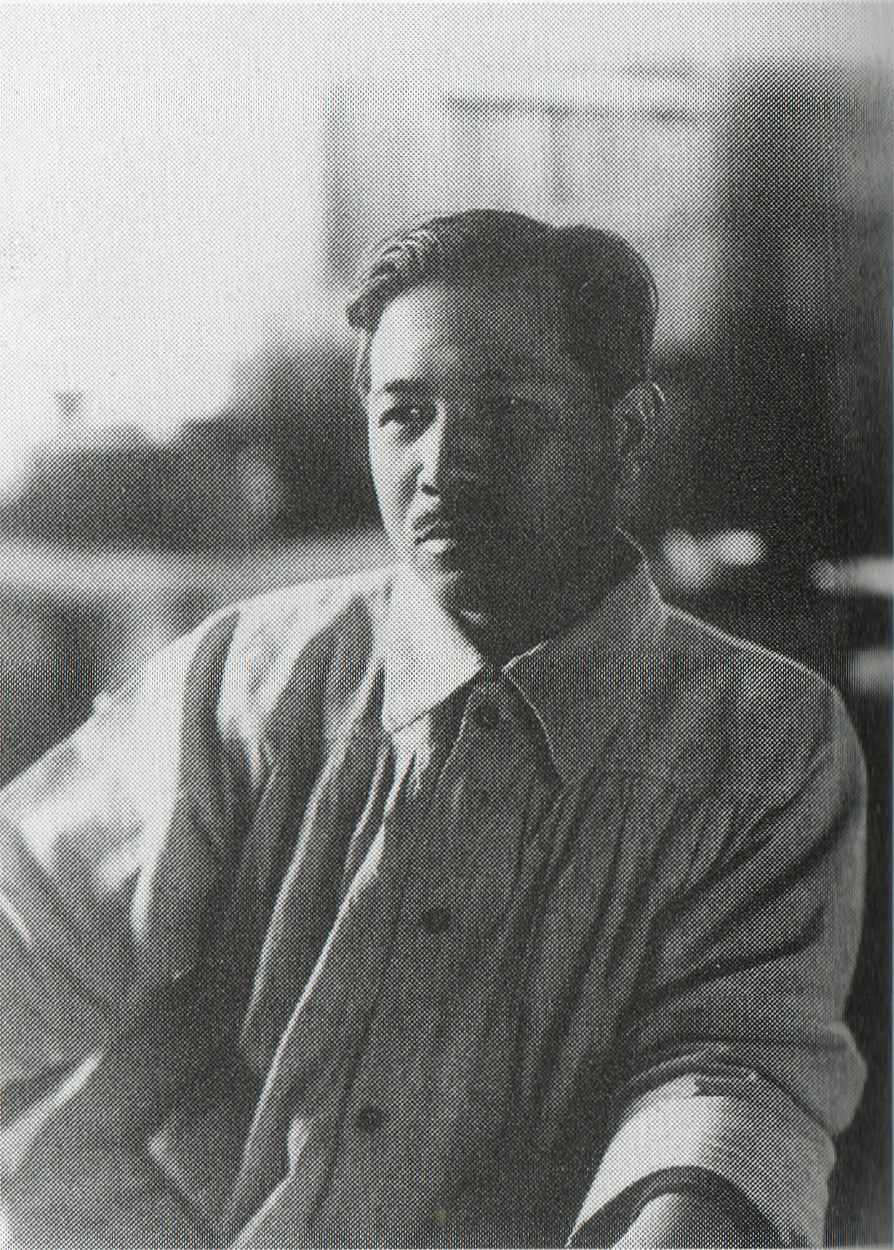
児島虎次郎 (1881-1929)。本像の旧所有者にして本像を日本にもたらした人物。
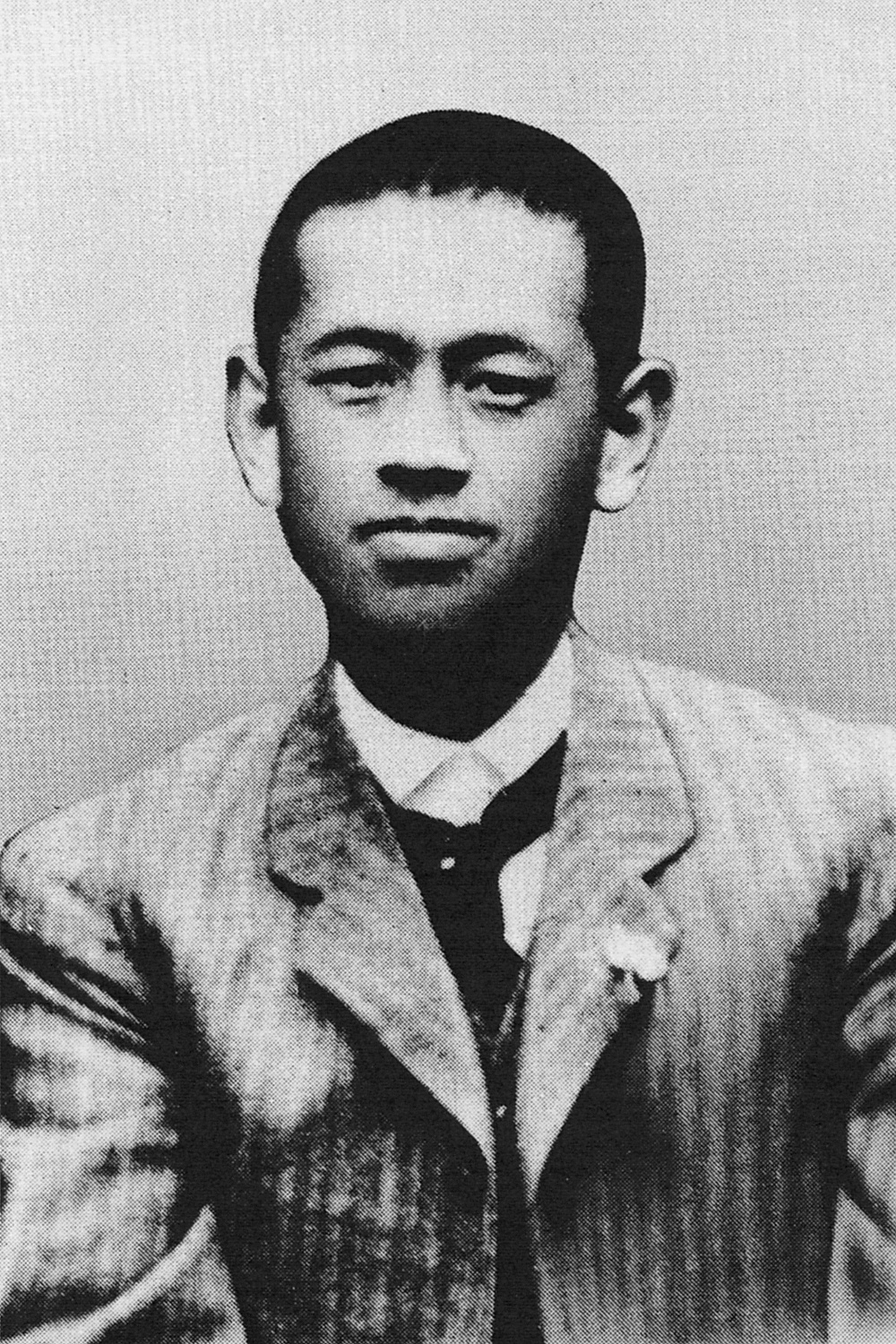
大原孫三郎 (1880-1943)。本像の旧所有者にして大原美術館の創設者。
大原美術館。本像の現所有者にして本像の所蔵場所。

制作された古代から近代に至るまで、本像がどのような伝来を辿ったかは明らかではない。本像は、日本の洋画家である児島虎次郎が1922年（大正11年）にエジプト（ムハンマド・アリー朝）に立ち寄った際に購入され、日本に渡り、実業家の大原孫三郎の手に渡った。
その後、大原は岡山県倉敷市に設立した財団法人大原美術館に本像を寄贈した。同館は2011年（平成23年）6月1日に公益財団法人大原美術館となったが、引き続き同館が本像を所有し、時節館内で公開している。その他、2016年（平成28年）に国立新美術館で行われた「はじまり、美の饗宴展 すばらしき大原美術館コレクション」でも公開された。。

## 保護
1934年（昭和9年）、当時の文部大臣の松田源治は、本像を歴史上又は美術上特に重要なる価値があるものとして、同年7月31日に『木造婦女坐像（埃及新王朝）』として重要美術品等に認定し、本像の国外への輸出又は移出を規制した。
なお、根拠法である重要美術品等ノ保存ニ関スル法律は、1950年の文化財保護法の施行により廃止されたが、同法施行以前に認定された重要美術品については、重要美術品等ノ保存ニ関スル法律は、当分の間その効力を有するものと規定されている（文化財保護法附則第4条）。